# Sicklaön (kommundel)
Sicklaön är en av fyra kommundelar i Nacka kommun, Stockholms län med drygt 40 000 invånare (2021). Den är vidare statistiskt indelad i nyckelkodsområden. 
Kommundelen utgör den västra delen av kommunen. Den gränsar i väster till områden inom Stockholms kommun som geografiskt ligger på halvön Sicklaön och i öster till Skurusundet. Söder därom ligger kommundelen Älta och i sydöst Saltsjöbaden/Fisksätra. 
Tätortsbebyggelsen norr om Sicklasjön och Järlasjön ingår i tätorten Stockholm. Här finns områden som Alphyddan, Birka, Ektorp, Ekängen, Ekudden, Finntorp, Henriksdal, Jarlaberg, Kvarnholmen, Lillängen,  Nacka strand, Saltsjö-Duvnäs, Sickla, Sickla strand, Skogalund, Skuru och Storängen samt två stora köpcentrum, Nacka Forum och Sickla köpkvarter.
Söder om sjöarna ligger den lilla tätorten Hästhagen, med de i radio- och televisionssammanhang välkända Nackamasterna.
Stadsbyggnadsprojektet Nacka stad och utbyggnaden av tunnelbanans Blå linje kommer under de närmaste åren[när?] att kraftigt förändra området. 

## Bilder

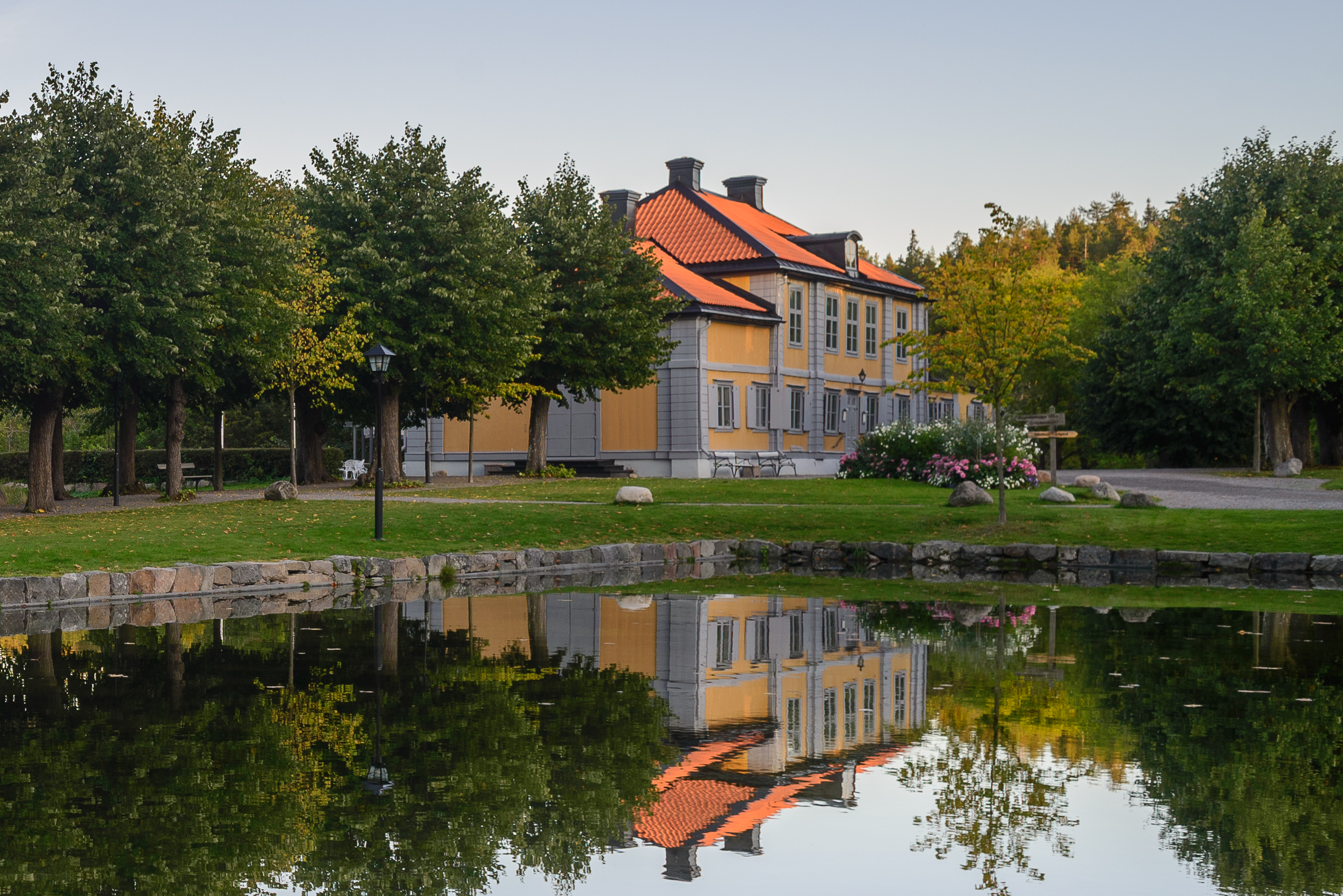
Stora Nyckelviken.
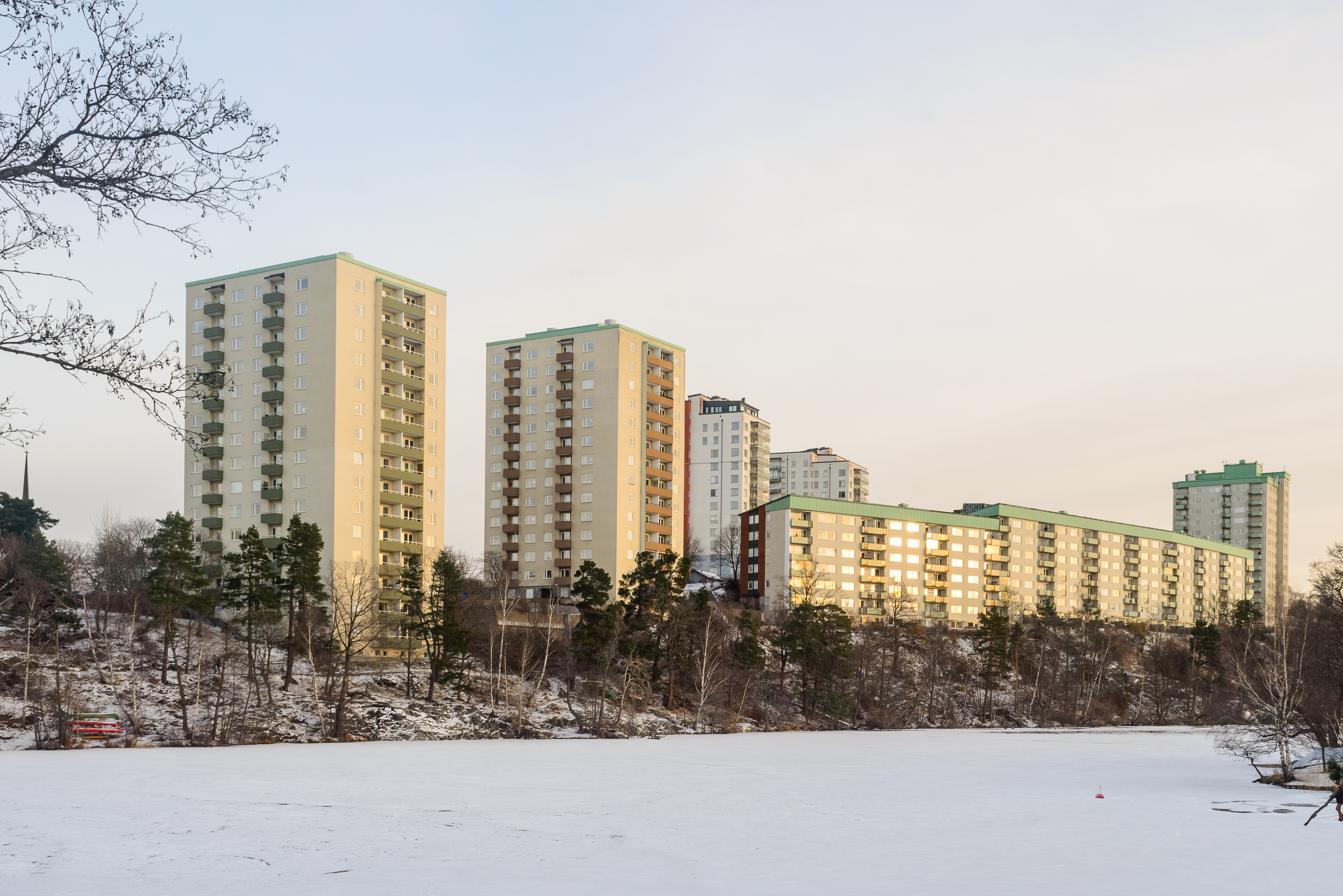
Ekudden.
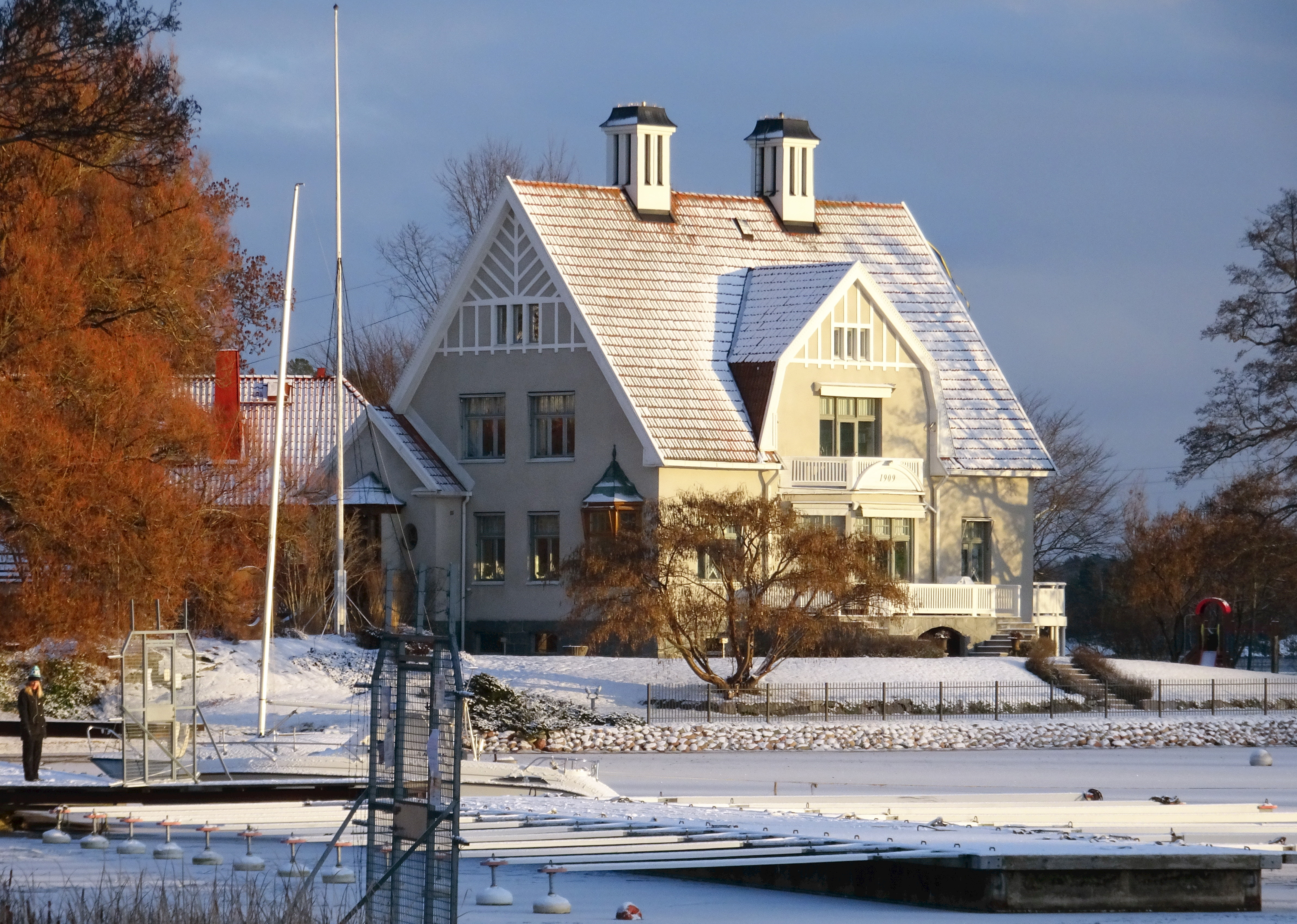
Majgården i Saltsjö-Duvnäs.
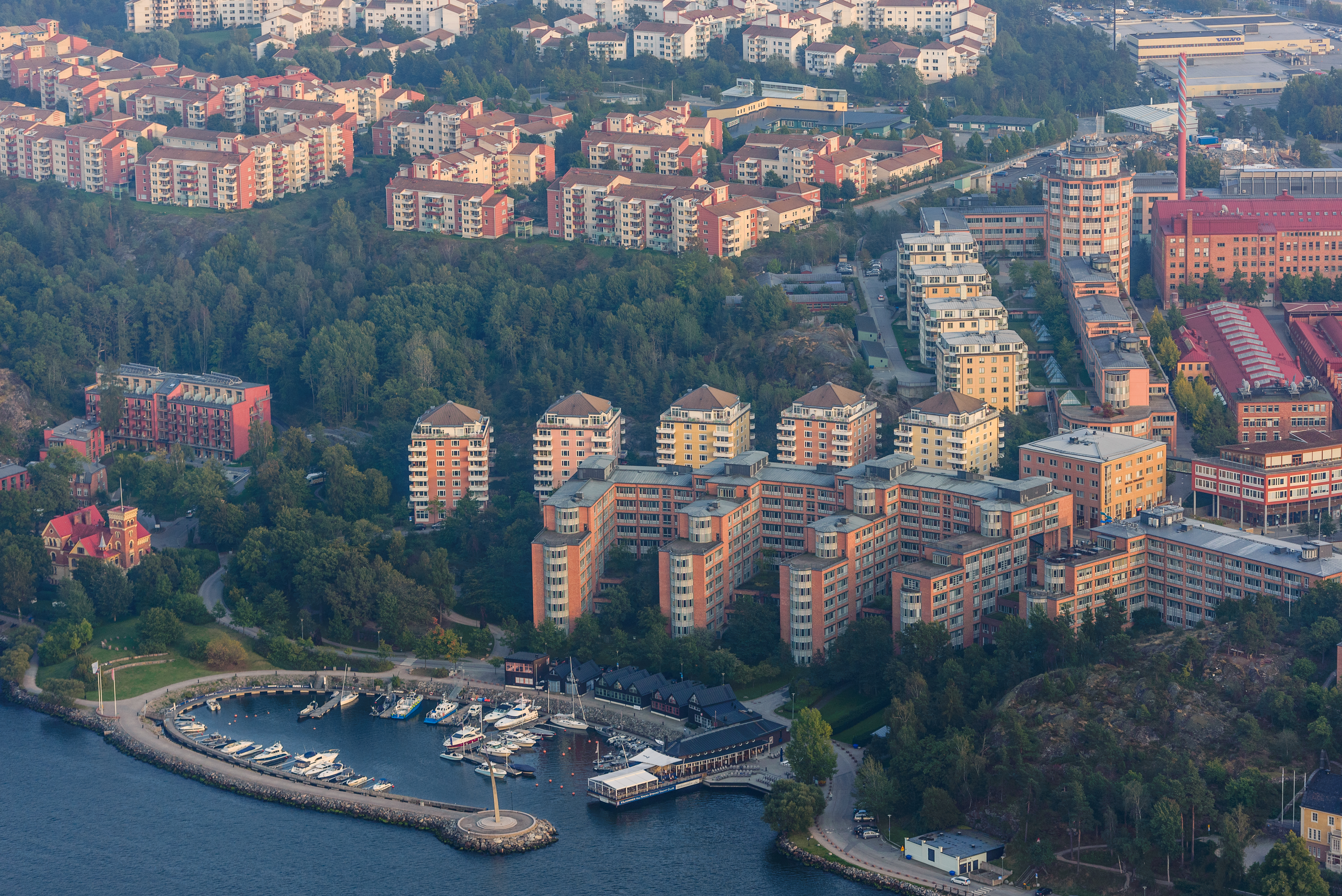
Nacka strand med Jarlaberg i bakgrunden.